# حنيفة (مغنية)
حنيفة (4 أفريل 1924م - 23 ديسمبر 1981م)، مغنية جزائرية مختصة في طابع أشويق ضمن الموسيقى الأمازيغية. اسمها الحقيقي زبيدة إيغيل الأربعاء.

## مسيرتها

### النشأة
وُلدت «زبيدة إيغيل الأربعاء» في يوم 4 أفريل 1924م داخل قرية إيغيل مهني ضمن بلدية أزفون في ولاية تيزي وزو التابعة لمنطقة القبائل في الجزائر.
فترعرعت في قرية إيغيل مهني بدائرة أزفون المشهورة بفنانيها ومثقفيها، فعاشت وسط جو عائلي كثير الأفراد ولازمها سوء الحظ والبؤس والمحن منذ صغرها.
وبدأت آلامها حين فرض أهلها عليها الزواج في سنة 1939م مع أحد أصدقاء القرية، وبذلك وجدت نفسها في سن الخامسة عشر من عمرها مسؤولة عن تكوين أسرة دون أن تكون مستعدة لذلك، خاصة أن التأقلم مع الحياة العائلية الجديدة تزامن مع سوء حظها حين حظيت بزوج أساء معاملتها وحطم حياتها، الأمر الذي أدى بها إلى الفرار من بيتها الزوجي بعد 6 أشهر من الزواج فقط.
وكانت بذلك بداية تمردها على العادات الاجتماعية السائدة آنذاك، ثم تزوجت في سنة 1948م من جديد برجل آخر صديق لأخيها الأكبر في مدينة الجزائر إلا أنها طُلقت بعد سنة، وعادت إلى بيتها العائلي بطفلة.

### الإذاعة
قررت «زبيدة إيغيل الأربعاء» الذهاب إلى مدينة الجزائر بعد طلاقها الثاني في سنة 1951م، حيث عملت كمنظفة في الإذاعة الجزائرية.
وكانت تقيم مع الفنانة الكبيرة شريفة وردية بوشملال، وعليه فإن لقاءها مع الفنانة يمينة عجل بتفجير موهبتها الفنية بفضل مساعدة بعض الفنانين على غرار الشيخ نور الدين مزيان [الفرنسية] سنة 1952م.
وبعد نجاح أغنيتها في القناة الإذاعية الثانية التي لقيت حبا كبيرا من مستمعيها، فقررت تسجيل أغنية «آربي فرج A Rebbi Ferredj»، وبذلك احتكت مع الكثير من الفنانين كمحند إيقربوشن [الفرنسية].

### الهجرة إلى فرنسا
غادرت «حنيفة» بعدها إلى فرنسا في سنة 1957م بعد معركة الجزائر، حيث احتكت هناك مع الكثير من الفنانين.
وقد التقت من جديد في باريس مع كاتب الأغاني كمال حمادي الذي تعرفت عليه في الإذاعة الجزائرية سنوات قبل ذلك.
فقام كمال حمادي بكتابة نصوص أغان أعجبت «حنيفة»، فقاما سويا بتسجيل أغنية ثنائية في سنة 1959م تحمل عنوان «ييدم ييدم yidem yidem».
ثم قام بتأليف 12 أغنية أخرى تم تفصيلها على مقاس حياة «حنيفة» ومشاعرها.
فصارت هذه الأغاني بمثابة موروث ثقافي قبايلي يتداوله أغلب المغنين والمغنيات في الجزائر.

### العودة إلى الجزائر
عادت «حنيفة» إلى أرض الوطن غداة استقلال الجزائر في عام 1962م من أجل المساهمة في دعم المشروع الثقافي الوطني ضمن الإذاعة الجزائرية والفن القبايلي.
فأمضت عشر سنوات في محاولات فنية متواصلة لإثبات نفسها في الحقل الفني إلى غاية سنة 1973م حيث قررت إيقاف مغامرتها المحلية.

### العودة إلى فرنسا
عادت «حنيفة» إلى فرنسا من جديد خلال سنة 1973م لتواصل مسيرتها الفنية باحتشام في المهجر.
إلا أن ظهورها الفني خلال السنوات الثمانية الأخيرة من حياتها في فرنسا تضاءل حتى صار نادرا إلى غاية سنة 1981م.

### وفاتها
توفيت الفنانة «حنيفة زبيدة إيغيل الأربعاء» في يوم 24 أكتوبر 1981م داخل غرفة في فندق متواضع بفرنسا.
وقد تركت وراءها موروثا فنيا عظيما، حيث أقدم معجبوها ومحبوها إلى نقل جثمانها إلى أرض الوطن ودفنت بمقبرة العالية في مدينة الجزائر.

### رصيدها الغنائي
تركت الفنانة «حنيفة زبيدة إيغيل الأربعاء» رصيدا غنائيا ناهز 200 أغنية في طابع أشويق ضمن الفن القبايلي.
وتم تسجيل 64 أغنية من بين هذه الأغاني في أرشيف القناة الإذاعية الثانية.

## أغاني أشويق

### أغاني الفنانة حنيفة
تُعتبر الفنانة «حنيفة زبيدة إيغيل الأربعاء» من أشهر مغنيات "أشويق"، ومن بين أغانيها المعروفة:
- 1959م: ييذم ييذم (yidem yidem).[12]
- 1960م: آمحمد (A Mohamed).[13]
- 1963م: آزهريو آندا ثنزيث (A Zahriw Enda Thenzith).[14]
- 1969م: آيافروخيو (Ayafrokhiw).[15]
- 1972م: ماشي د لغنا (Machi d Leghna).[16]

### فيديوهات أغاني حنيفة
- أغنية: ييذم ييذم (yidem yidem) على يوتيوب[17]
- أغنية: آمحمد (A Mohamed) على يوتيوب[18]
- أغنية: آزهريو آندا ثنزيث (A Zahriw Enda Thenzith) على يوتيوب[19]
- أغنية: آيافروخيو (Ayafrokhiw) على يوتيوب[20]
- أغنية: ماشي د لغنا (Machi d Leghna) على يوتيوب[21]

### مواضيع ذات صلة
- أشويق
- الفن القبايلي
- الموسيقى الأمازيغية
- الإذاعة الجزائرية
- القناة الإذاعية الثانية
- أورار لخالات [القبيلية]
- نوبة لخالات
- أنيسة
- بهية
- جميلة
- جيدة ثامقرانث
- خدوجة
- زينة
- شابحة
- شريفة
- علجية
- نوارة
- ونيسة
- يمينة
- زواوة
- عروش زواوة
- منطقة القبائل
- قائمة الأسماء الأمازيغية
- ولاية تيزي وزو
- دائرة أزفون
- بلدية أزفون
- قرية إيغيل مهني

### وصلات خارجية
- الموقع الرسمي لوزارة الثقافة الجزائرية
- الموقع الرسمي لولاية تيزي وزو